# 1327
Cette page concerne l'année 1327  du calendrier julien. Pour l'année 1327 av. J.-C., voir 1327 av. J.-C.
L'année 1327 est une année commune qui commence un jeudi.

## Événements

### Asie
- Le khan de Djaghataï Tarmachirin envahit le Pendjab sans véritable succès[1].

- Le sultan de Delhi Muhammad bin-Tughlûq transfère sa capitale à Daulatabad (Devagiri), dans le Deccan[2]. Il force la population entière de Delhi à le suivre, faisant de nombreuses victimes. Peu de temps après, il réintègrera Delhi.
- 15 août : massacre des commissaires mongols chargés de la levée du tribut par la population de Tver. Le khan Özbeg envoie une armée de 50 000 hommes dirigée par Ivan de Moscou[1]. Tver est dévastée par les Mongols, aidés par les Moscovites. Alexandre de Tver fuit à Pskov, puis en Lituanie.

- 24 août : en Iran, Demachq Khâja, fils du puissant Chupan, est exécuté par Abu Saïd Bahadur[3], qui las de sa tutelle, rompt avec le père et le démet de ses fonctions. Chupan, alors au Khorasan, se révolte et marche sur l'Azerbaïdjan, mais il est abandonné par ses troupes et doit réfugier à Hérat, auprès du roi Ghiyâth al-Dîn qui le fait étrangler (octobre-novembre)[1].

### Europe
- 13 janvier[4] : Édouard II d'Angleterre est déposé par le Parlement. Il est emprisonné le 20 janvier[5].
- 25 janvier : début du règne de Édouard III d'Angleterre (jusqu'en 1377)[6], sous la tutelle de sa mère Isabelle et Roger Mortimer. Il est couronné le 1er février[7] à l'abbaye de Westminster.
- 6 avril : 
  - traité de Breslau[8]. Les ducs de Haute-Silésie deviennent vassaux de la Bohême[9]. Henri VI le Bon donne en héritage le duché de Wrocław à la Bohême (1335).
  - Pétrarque rencontre Laure de Noves (v. 1308-1348) pour laquelle il éprouve un amour exemplaire par sa constance et sa pureté et que sa poésie lyrique immortalisera sous le nom de Laura[10]. Il entreprend la composition du Canzoniere.
- 9 avril : excommunication par le pape Jean XXII des théologiens Jean de Jandun (1280-1328) et son ami Marsile de Padoue (1275-1343), qui se sont réfugiés auprès de Louis IV de Bavière[11].
- 17 mai : réforme de la réglementation de l'extraction minière en Hongrie ; les terres où des gisements aurifères ou argentifères sont découverts ne passent plus à la Couronne mais restent à leur propriétaires qui doivent les mettre en valeur[12].
- 31 mai[13] : Louis IV de Bavière, roi des Romains, se fait couronner roi de Lombardie à Milan après avoir envahi l'Italie. Il marche sur Rome afin de se faire sacrer empereur romain germanique.
- 5 juillet : Galeazzo Ier Visconti, de Milan est fait prisonnier par l’empereur Louis de Bavière[14].
- 6 septembre : Louis de Bavière se rend maître de Pise avec l'aide de Castruccio Castracani[15].
- 2 novembre : début du règne d'Alphonse IV le Débonnaire (1299-1336), roi d’Aragon.
- 4 novembre : Castruccio Castracani reçoit le titre de duc de Lucques et de Pistoia par l’empereur Louis de Bavière[16].
- 27 décembre[17] : le Bourbonnais est érigé en duché. Louis (1279-1342) devient le premier duc de Bourbon.

- Création de la charge de juge de paix en Angleterre choisi dans la gentry (petite noblesse) avec droit de justice et de police[18].

- La ville de Munich est détruite par le feu[19].

## L'an 1327 dans la fiction
- C'est en l'an 1327 que Umberto Eco situe l'action de son célèbre roman Le Nom de la rose, dans une abbaye bénédictine entre Provence et Ligurie, alors que la chrétienté est divisée entre l'autorité du pape Jean XXII et celle de l'Empereur Louis IV du Saint-Empire. Le roman a été porté à l'écran par Jean-Jacques Annaud ; le film  est sorti en 1986.